# درود بر مریم (فیلم ۱۹۳۶)
«درود بر مریم مقدس» (انگلیسی: Ave Maria) فیلمی در ژانر درام است که در سال ۱۹۳۶ منتشر شد.
از بازیگران آن می‌توان به بنیامینو گیگلی و کارل آوئن اشاره کرد.